# مجموعه تلویزیونی (فیلم)
مجموعه تلویزیونی (به انگلیسی: The TV Set) فیلمی محصول سال ۲۰۰۷ و به کارگردانی جیک کاسدان است. در این فیلم بازیگرانی همچون دیوید دوکاونی، سیگورنی ویور، یوان گریفید، جودی گریر، لیندسی اسلون، فران کرانتس، ژاستین بیتمن، لوسی دیویس، ویلی گارسون، ام.سی. گینی، سایمون هلبرگ، کیتلین دابلدی، فیلیپ بیکر هال، آلیسون اسکالیوتی و ست گرین ایفای نقش کرده‌اند.